# Franco Semioli
Franco Semioli (Ciriè, 20 juni 1980) is een Italiaans betaald voetballer die bij voorkeur als vleugelspeler uitkomt. Hij verruilde in augustus 2009 AC Fiorentina voor UC Sampdoria. Op 16 augustus 2006 debuteerde hij tegen Kroatië in het Italiaans voetbalelftal.
Semioli speelde eerder voor onder meer Torino FC en Chievo Verona. Hij dwong in het seizoen 2000/01 met Torino promotie af naar de Serie A. In de periode 1999-2001 speelde hij zeven wedstrijden voor de U-20 van Italië, waarvoor hij één doelpunt scoorde.

## Carrière
| seizoen   | club                    | land            | competitie      | wed. | goals |
| --------- | ----------------------- | --------------- | --------------- | ---- | ----- |
| 1998-2003 | Torino FC               | Vlag van Italië | Serie A/Serie B | 22   | 1     |
| 1999-2000 | → Salernitana (huur)    | Vlag van Italië | Serie B         | 24   | 0     |
| 2002      | → Ternana Calcio (huur) | Vlag van Italië | Serie B         | 13   | 0     |
| 2002-2003 | → Vicenza Calcio (huur) | Vlag van Italië | Serie B         | 31   | 1     |
| 2003-2007 | Chievo Verona           | Vlag van Italië | Serie A         | 133  | 10    |
| 2007-2009 | AC Fiorentina           | Vlag van Italië | Serie A         | -    | -     |
| 2009- ..  | UC Sampdoria            | Vlag van Italië | Serie A         | -    | -     |